# Hemipenthes subvelutina
Hemipenthes subvelutina är en tvåvingeart som beskrevs av Zaitzev 1966. Hemipenthes subvelutina ingår i släktet Hemipenthes och familjen svävflugor. Inga underarter finns listade i Catalogue of Life.